# Psmith
Psmith, een fictief personage gecreëerd door de Britse auteur P.G. Wodehouse, is een terugkerend karakter in verschillende romans. Ook bekend als Rupert Psmith of Ronald Eustace Psmith, maakt hij zijn eerste verschijning in de roman Mike uit 1909 als een lid van de Drones Club, een monocle-dragende Etonian met een neiging tot dandyisme. Het personage Psmith, wiens achternaam de stille letter 'P' bevat volgens zijn eigen uitspraak ("zoals in pshrimp"), is bedacht door Wodehouse om zich te onderscheiden van andere Smiths. De naam 'Psmith' werd deels geïnspireerd door Rupert D'Oyly Carte, de zoon van de Gilbert en Sullivan-impresario Richard D'Oyly Carte, en mogelijk ook door Henry Hyndman, een Victoriaanse demagoog.
Psmith verschijnt in vier romans die oorspronkelijk als tijdschriftverhalen werden gepubliceerd voordat ze in boekvorm verschenen. Deze romans omvatten The Lost Lambs, later apart uitgebracht als Enter Psmith uit 1935 en Mike and Psmith uit 1953, Psmith in the City uit 1910, Psmith, Journalist uit 1915, en Leave It to Psmith uit 1923. Het karakter onderging verschillende aanpassingen en ontwikkelingen in naamgeving tijdens deze publicaties.
Adaptaties van het Psmith-personage zijn ook geproduceerd in andere media. In toneelstukken en films werden acteurs zoals Basil Foster, Gene Gerrard, Simon Ward, Daniel Day-Lewis, en Edward Bennett gecast als Psmith. Daarnaast zijn er radioaanpassingen geweest, waarbij stemacteurs zoals Nick Caldecott en Inam Mirza bijdroegen aan het brengen van het personage naar luisteraars.

## Boeken
- Mike (1909)
- Psmith in the City (1910)
- Psmith, Journalist (1915)
- Leave It to Psmith (1923)
- Enter Psmith (1935)
- Mike and Psmith (1953)